# All I Need to Know About Filmmaking I Learned from The Toxic Avenger
All I Need to Know About Filmmaking I Learned from The Toxic Avenger è un libro scritto da Lloyd Kaufman e James Gunn nel 1998. Il titolo scelto dagli autori era Sex, Violence and Toxic Waste, ma l'editore lo cambiò poiché lo riteneva troppo volgare.

## Contenuto
Si tratta dell'autobiografia di Lloyd Kaufman, regista e fondatore della celebre casa di produzione indipendente Troma, scritta in collaborazione con il regista James Gunn. Il libro è stato scritto basandosi su numerosi colloqui avvenuti nel corso degli anni tra Gunn e Kaufman. Lo stile è un misto di umorismo, ricordi personali e fantasie. L'introduzione è stata scritta dal celebre regista di B-movie Roger Corman.

## Il film
Nel 1999 Lloyd Kaufman diresse Terror Firmer, horror-splatter liberamente ispirato al libro, che racconta di un regista cieco che tenta di dirigere tra mille ostacoli l'ennesimo sequel di The Toxic Avenger.

## Edizioni
- Lloyd Kaufman, James Gunn, All I Need to Know About Filmmaking I Learned from The Toxic Avenger, introduzione di Roger Corman, Penguin, 1998, ISBN 0-425-16357-1.